# فرانسيسكو رودريجو مارين
فرانسيسكو رودريجو مارين (بالإسبانية: Francisco Rodríguez Marín) (أشونة -27يناير 1855م،مدريد- 9يونيو1943م) هو شاعرالإسباني، والفلكلور، والخبير في علم الحكم والأمثال، والخبير في علم المعاجم، والمتخصص في دراسات ثربانتس.

## السيرة الذاتية
توفيت والدته وهو في التاسعة من عمره. درس البكالوريا في أشونة، وبعد انتهائه من البكالوريا قضى ثلاث سنوات بمزرعة «عنب الضيعة الجميلة». ودرس الحقوق في جامعة إشبيلية ، وبدأ يهتم بالأغاني الشعبية الإسبانية من خلال المجتمع الفلكلوري الأندلسي، حيث تعرف على أنطونيو ماتشادو ألبارس، وأليخاندرو جيشوت، ولويس مونتوتو، وكما تعاون مع مجلة الفلكلور الأندلسي (1882-1883). وفي عام 1883م عاد إلى أشونة حيث عمل كمحامي حتى تم قمه عام 1895م بأمر من محكمة هذه المقاطعة، وفي عام 1885م تزوج من دولورس بسينو، والتي أنجب منها ثلاثة أبناء. كما كرس نفسه حتى عام 1904م للعمل بالصحافة بأشونة (حيث استخدم اسمه المستعار حامل البكالوريا فرانسيسكو دي أشونة)، والشعر، والمحاماة بإشبيلية (منذ 1895م بسبب القمع الموجه من محكمة أشونة)؛ ولكنه بسبب فقدانه لصوته عام1897م أثر عملية بالحنجرة ترك الساحة، وتخصص في الآداب حيث كان لديه نحو 39عملاً منشوراً، والتي تزايدت حتى صارت نحو 150عملاً حتى وفاته المنية. عمل كمحرراً بالمجلة الإشبيلية «الموسوعة»، وبعد مرور بضعة من الوقت أدار قسم «القصائد العامية»، وتعاون مع جرائد محلية مثل «الألبارديرو»، و«الممكنة»، ولاتريبونا، والغد. كما تعاون أيضاً مؤخراً مع مجلة الأبيض والأسود، ومجلة بولاتين الفلكلورية الإسبانية، ومجلة حركة التنوير الإسبانية والأمريكية، ومجلة اتحاد الإيبروأمريكية، ومجلة بولاتين للاكاديمية الملكية الإسبانية، ومجلة بولاتين للاكاديمية الملكية للتاريخ. كان من محبي ألمانيا خلال فترة الحرب العالمية الأولى.
كما اهتم أيضاً بالأدب التقليدي الشعبي، وبدراسات ثربانتس، وبالادب الأندلسي للعصر الذهبي. كما تعرف على مارثيلينيو مينينديث بيلايو، والذي راسله، وعينه كعضو أكاديمي لأكاديمية إشبيلية للآداب. وفي عام 1897م عُين كنائب في مجلس بلدية إشبيلية بواسطة الحزب الليبرالي للسياسي الإسباني سيچيسموند موريت. وفي 27أكتوبر 1907م ألتحق كأكاديمي بالأكاديمية الملكية الإسبانية، وتناول خطاب ألتحاقه بالأكاديمية موضوع حول الكاتب الإسباني مانيو أليمان. أيضاً تولى إدارة المكتبة الوطنية الإسبانية (1912-1930)، وتعامل معها كوسيلة للبحث الشخصي. وعام1927م تم اختياره للعمل بالأكاديمية الملكية لتاريخ. وفي 1931م توفيت زوجته دولورس بيسينو.

## أعماله
تنهيدات، إشبيلية،1875م (قصيدة).
فجر وسحب: قصائد شعرية إشبيلية 1878م.
ما بين ضوئين: مقالات فكاهية وقصائد شعرية، إشبيلية 1879م.
سفر نشيد الإنشاد لسلمان نسخة قشتالية مترجمة عن النسخة العبرية. أوشنة 1889م.
زهور وفاكهة: قصائد شعرية (1879-1891م) إشبيلية.
نسخة دون كيخوتى، في سبعة أجزاء (1916-1917).

## وصلات خارجية
- فرانسيسكو رودريجو مارين على موقع ميوزك برينز (الإنجليزية)
- فرانسيسكو رودريجو مارين على موقع ديسكوغز (الإنجليزية)

http://biblioteca.cchs.csic.es/archivos/rodriguez_marin/rodriguez_marin_1.php نسخة محفوظة 2 أبريل 2017 على موقع واي باك مشين.
http://www.cervantesvirtual.com/obra/balance-del-cervantismo-de-francisco-rodrguez-marn-0/